# Barbara Smith
Barbara Smith   (Cleveland, 16 de desembre de 1946) és una activista i escriptora estatunidenca, defensora dels drets de la comunitat LGBT. És una de les majors exponents afroamericanes del feminisme als Estats Units. A la primeria dels anys setanta exercia com a mestra, escriptora i defensora del feminisme negre. Ha ensenyat en molts col·legis i universitats. Els seus assaigs i articles han aparegut en publicacions de prestigi, com ara The New York Times, The Black Scholar, Ms., Gay Community News, The Guardian, The Village Voice, Conditions i The Nation. Barbara té una germana bessona, Beverly Smith, que també és escriptora i activista lesbiana.
Amb Audre Lorde creà l'editorial "Dones de color", especialitzada en texts escrits per autores negres. El seu treball crític i editorial dels anys 1970 i 1980 ha ajudat a millorar la tradició literària de les dones afroamericanes i a definir el feminisme negre.